# Marmaduke (Arkansas)
Marmaduke é uma cidade localizada no estado norte-americano de Arkansas, no Condado de Greene.

## Demografia
Segundo o censo americano de 2000, a sua população era de 1 158 habitantes.
Em 2006, foi estimada uma população de 1 172, um aumento de 14 (1.2%).

## Geografia
De acordo com o United States Census Bureau, a localidade tem uma área de 3,4 km², sem área coberta por água. Marmaduke localiza-se a aproximadamente 101 m acima do nível do mar.

## Localidades na vizinhança
O diagrama seguinte representa as localidades num raio de 24 km ao redor de Marmaduke.